# Bourg-le-Roi
Bourg-le-Roi é uma comuna francesa na região administrativa do País do Loire, no departamento de Sarthe. Estende-se por uma área de 0.36 km². Em 2010 a comuna tinha 330 habitantes (densidade: 916,7 hab./km²).